# Pokschenga
Die Pokschenga (russisch Покшеньга, Покшенга) ist ein linker Nebenfluss der Pinega in der Oblast Archangelsk in Nordwestrussland.
Sie hat ihre Quelle auf einem Höhenrücken, welcher zwischen den Flussläufen von Nördlicher Dwina und Pinega verläuft. Sie fließt zuerst in nördlicher Richtung, später in östlicher Richtung. Nach 170 km erreicht sie die Pinega. Die Pokschenga entwässert ein Areal von 4960 km² Fläche. Sie wird hauptsächlich von der Schneeschmelze gespeist. Der mittlere Abfluss 25 km oberhalb der Mündung beträgt 44 m³/s. Zwischen Ende Oktober / Anfang November und Ende April / Anfang Mai ist sie von einer Eisschicht bedeckt.
Hauptzuflüsse der Pokschenga sind von links die Ochtoma sowie von rechts die Schetogorka, die Pilmenga und die Schilmuscha.
Bis in die 1990er Jahre wurde der Fluss zum Flößen genutzt.